# Ángel Olgoso
Ángel Olgoso (Cúllar Vega, Granada, 26 de febrero de 1961) es un escritor y artista español.

## Biografía
Estudió Filología Hispánica en la Universidad de Granada. Miembro de la Academia de Buenas Letras de Granada y de la Amateur Mendicant Society de estudios holmesianos, auditeur del Collège de Pataphysique de París, y fundador y rector del Institutum Pataphysicum Granatensis, donde ha otorgado el rango de Sátrapa Trascendente —entre otros escritores y artistas— a José María Merino y a Umberto Eco.
En 1991 publicó Los días subterráneos, primer libro de relatos al que seguirán en este género La hélice entre los sargazos (1994), Nubes de piedra (1999 y 2023), Granada, año 2039 y otros relatos (1999), Cuentos de otro mundo (1999, 2003 y 2013), Tenebrario (2003), El vuelo del pájaro elefante (2006), Los demonios del lugar (2007), Astrolabio (2007, 2013 y 2020), La máquina de languidecer (2009), Los líquenes del sueño. Relatos 1980-1995 (2010), Cuando fui jaguar (2011), Las frutas de la luna (2013), Almanaque de asombros (2013), Las uñas de la luz (2013), Breviario negro (2015) y Devoraluces (2021).
Eolas Ediciones está publicando sus relatos completos en seis volúmenes temáticos. Ya han aparecido los dos primeros, Bestiario (2022) y Sideral (2024).
Muchos de sus relatos han sido traducidos al inglés, alemán, italiano, griego, rumano y polaco y han sido recogidos en más de cincuenta antologías sobre el cuento, entre las que destacan: Pequeñas resistencias. Antología del nuevo cuento español (2002), Grandes minicuentos fantásticos (2004), Perturbaciones. Antología del relato fantástico español actual (2009), Siglo XXI. Los nuevos nombres del cuento español actual (2010), Aquelarre. Antología del relato de terror español actual (2010), Cincuenta cuentos breves: una antología comentada (2011), Antología del microrrelato español. 1906-2011 (2012) y Cuento español actual (1992-2012) (2012).
Está considerado por la crítica especializada como un maestro del cuento, «uno de los autores de referencia del relato breve y fantástico en español», del que se ha resaltado su «capacidad verbal e imaginativa que es una excepción en la literatura que ahora mismo se escribe». En este sentido Irene Andrés-Suárez destaca que «la narrativa de Ángel Olgoso constituye un verdadero despliegue de talento, originalidad y perfección y se sitúa en la línea de aquellos autores que no han necesitado cultivar la extensión para ser reconocidos como grandes escritores, me estoy refiriendo a Jorge Luis Borges o a Anton Chéjov, por citar dos ejemplos señeros y, por lo tanto, ya va siendo hora de que se le preste la atención que merece. Al margen de las modas y de las corrientes imperantes, Ángel Olgoso ha sabido forjarse, con tenacidad y exigencia extremas, un mundo propio dentro de la tradición literaria y someter la lengua a su máxima tensión verbal hasta llevarla a su punto de incandescencia. Con ello, no sólo ha conseguido iluminar con una luz distinta los temas que le interesan, sino convertirse en un prosista sobresaliente y en uno de los más destacados autores de cuentos y de microrrelatos de la literatura española actual». 
Antón Castro ha afirmado al respecto que estamos ante «un escritor de la estirpe de Borges y de Felisberto Hernández, de los que poseen una abrumadora capacidad de fabular y de resumir la vida, y sus enigmas, en dos páginas. Estos cuentos, de cuentista estricto, en los que hay una alquímica fusión de realidad y ficción, con ese extrañamiento feliz que redondea las narraciones, dan una idea de su imaginación, de su elegancia narrativa y de sus variados recursos», resaltando que nos encontramos ante «un autor casi secreto y sin embargo deslumbrante», ya que «la obra de Olgoso despide el aroma y el sabor de esa fórmula que creíamos perdida: la felicidad de la pura literatura», debido a que su producción «tiene la capacidad de contarnos cada relato como si sintiéramos que está construido para nosotros, tallado en exclusiva como una piedra preciosa».
Manuel Moyano escribió: «Olgoso escribe desde la perspectiva de quien percibe la extrañeza del mundo. Lo fantástico, la historia, las mitologías, un lenguaje evocador y exacto que esquilma las posibilidades léxicas del castellano, el eco de autores imprescindibles −Borges, Calvino, Cunqueiro, Kafka, Perucho, Cortázar−, la subversión de las reglas que gobiernan la realidad: todos estos elementos contribuyen a crear una atmósfera donde conviven el estremecimiento y el goce estético», por todo lo que han venido a señalar a Olgoso como «urdidor de un cuidado y original clasicismo, [del que] algunos de sus cuentos han merecido ya la calificación de “obra maestra” en un suplemento cultural». Las frutas de la luna, es para José María Merino «un libro fuera de lo común en todos los sentidos».
En la encuesta que El síndrome de Chéjov realizó a críticos, autores, libreros y editores sobre los libros más destacados de relatos publicados en España entre 2007 y 2012, Ángel Olgoso fue el autor más valorado, junto a Alice Munro y Juan Eduardo Zúñiga.
En 2014 publicó Ukigumo, un libro de haikus que permanecía inédito desde 1992 y con el que retoma el género poético que cultivó en sus inicios literarios de los años setenta.
Además ha colaborado con relatos y crítica literaria en revistas como: Quimera, Nayagua, Litoral, Clarín, Nuestro Tiempo, Letra Clara, Ficciones, Wadi-as Información y Mundo Hispánico, así como en periódicos como: Diario de Granada, Ideal, La Opinión de Granada y La Vanguardia de Barcelona.
En 2022 comenzó la publicación de su cuentos completos (700) en seis volúmenes temáticos, por parte de la editorial Eolas en su colección Las Puertas de lo Posible. Ya han visto la luz los tres primeros, Bestiario, Sideral y Estigia.

## Premios
Entre sus más de treinta premios destacan:
- XXVIII Premio Andalucía de la Crítica 2022 de relato por Devoraluces.
- XXI Premio Internacional Julio Cortázar de Relato Breve de la Universidad de La Laguna (2018).
- Finalista del XII Premio Setenil 2015 al Mejor Libro de Relatos Publicado en España por Breviario negro.
- XX Premio Andalucía de la Crítica 2014 de relato por Las frutas de la luna.
- Finalista del XVII Premio Andalucía de la Crítica 2011 por  Los líquenes del sueño. Relatos 1980-1995.
- Libro del Año 2007 según La Clave y Literaturas.com, y finalista del XIV Premio Andalucía de la Crítica 2008 por Los demonios del lugar.
- Premio Clarín de relatos 2004 de la Asociación de Escritores y Artistas Españoles por Estorninos en la higuera.
- Finalista del VIII Premio NH de Relatos 2004 por Las manos de Akiburo.
- Premio Caja España de Libros de Cuentos 1998 por Cuentos de otro mundo.
- Premio Gruta de las Maravillas 1995 de la Fundación Juan Ramón Jiménez por Iris.
- Premio de la Feria del Libro de Almería 1994 por La hélice entre los sargazos.

## Obra

### Relato
- Madera de deriva. Zaragoza, Libros del Innombrable, 2025.
- Estigia. León, Eolas, 2025.
- Sideral. León, Eolas, 2024.
- Nubes de piedra. Manzanares, Fagus, 2023.
- Chrysalides. Carmaux, Éditions Édite-moi, 2023.
- Bestiario. León, Eolas, 2022.
- Devoraluces. Madrid, Reino de Cordelia, 2021.
- Astrolabio. Madrid, Reino de Cordelia, 2020.
- Breviario negro. Palencia, Menoscuarto, 2015.
- Las uñas de la luz. Roquetas de Mar, Cuadernos Metáfora, 2013.
- Almanaque de asombros. Granada, Traspiés (ilustraciones de Claudio Sánchez Viveros), 2013.
- Las frutas de la luna. Palencia, Menoscuarto, 2013.
- Racconti abissali, Pisa (Italia), Siska Editore, 2012 (traducción de Paolo Remorini).
- Cuando fui jaguar (Bestiario en edición artesanal de J. J. Beeme). Angera (Italia), La Torre degli Arabeschi, 2011.
- Los líquenes del sueño (Relatos 1980-1995). Zaragoza, Tropo Editores, 2010.
- La máquina de languidecer. Madrid, Páginas de Espuma, 2009.
- Astrolabio. Granada, Cuadernos del Vigía, 2007. 2.ª edición: Granada, TransBooks, 2013.
- Los demonios del lugar. Córdoba, Almuzara, 2007.
- El vuelo del pájaro elefante. Granada, Relatos para leer en el autobús, n.º 11 Cuadernos del Vigía, 2006.
- Tenebrario. Diputación Provincial de Badajoz, 2003.
- Cuentos de otro mundo. Valladolid, Caja España, 1999. 2.ª edición: Los Ogíjares, Dauro Ediciones, 2003. 3.ª edición: Granada, Nazarí, 2013.
- Granada, año 2039 y otros relatos. Granada, Comares, 1999.
- Nubes de piedra. Granada, Reprografía Digital Granada, 1999.
- La hélice entre los sargazos. Almería, Instituto de Estudios Almerienses, 1994.
- Los días subterráneos. Sevilla, Qüásyeditorial, 1991.

### Poesía
- Ukigumo. (Edición hispanoitaliana). Granada, Nazarí, 2014.

### Otras publicaciones
- Madera de deriva (Libros del Innombrable, 2025).
- Un unicornio fuera de su tapiz, miscelánea de textos de no ficción (Entorno Gráfico Ediciones, 2023).
- Tenue armamento, miscelánea de textos de no ficción (Alhulia, colección Mirto Academia, 2018).
- Los Escarbadientes Espirales del I. P. G., volumen de 700 páginas con calidades de tesoro bibliográfico, de edición limitada, que reúne los 25 números que Ángel Olgoso confeccionó y repartió a los Sátrapas Trascendentes del Institutum Pataphysicum Granatensis durante el lapso 2013-2017, y en los que se alternaron monográficos y florilegios patafísicos (Imprenta Del Arco, 2017).
- Nocturnario. 101 imágenes y 101 escrituras, libro coeditado con José María Merino, ilustrado con collages de Ángel Olgoso y textos inéditos de un centenar de escritores españoles e hispanoamericanos (Nazarí, 2016).
- Las luciérnagas de lo breve, lo extraño y lo imaginativo, discurso de ingreso en la Academia de Buenas Letras de Granada (Alhulia, colección Mirto Academia, 2015).

### Collages
Una recopilación de sus collages, en número de ciento uno, fueron publicados en el libro Nocturnario (Nazarí, 2016). Se trata de obras de estética surrealista, a lo Max Ernst, conformadas a partir de grabados del siglo XIX y elaboradas en la década de 1990, durante un paréntesis literario del autor. A estos collages les pusieron texto escritores tan destacados como Luis Alberto de Cuenca, Gustavo Martín Garzo, Rosa Montero, Fernando Aramburu, Antonio Carvajal, Luis Mateo Díez, Manuel Gutiérrez Aragón, Soledad Puértolas, Luis Landero, Ricardo Menéndez Salmón, Ana María Shua, Antonio Colinas, Manuel Vilas, Clara Sánchez, Marta Sanz, Andrés Neuman, Care Santos, Félix J. Palma, Óscar Esquivias, Antonio Lucas, Marina Mayoral, Raúl Brasca o Fernando Iwasaki y prólogo de José María Merino.

## Antologías de relatos y libros colectivos
- Pequeñas resistencias. Antología del nuevo cuento español (Páginas de Espuma).
- Cuentos del alambre. Antología de nuevos cuentistas granadinos  (Traspiés).
- Third Case-Book. Holmesian Studies (The Amateur Mendicant Society).
- Noche de Relatos  (NH Hoteles).
- Nacht der Erzählungen (NH Preis).
- Bedside Stories (NH Prize).
- Grandes minicuentos fantásticos  (Alfaguara).
- Ciempiés. Los microrrelatos de Quimera  (Montesinos).
- Granada 1936. Relatos de la Guerra Civil]  (CajaGranada).
- Relatos para leer en el autobús  (Cuadernos del Vigía).
- Cuento vivo de Andalucía (Univ. de Guadalajara, México).
- Mil y un cuentos de una línea (Thule).
- Texturas. Antología lateral  (Moebia Ediciones).
- El tam-tam de las nubes. Relatos de inmigración  (CajaGranada).
- Ficción Sur. Antología de relatistas andaluces  (Traspiés).
- Mar de por medio (Bubok).
- De mes en cuando. Antología  (Ediciones PuraVida).
- Microrrelato en Andalucía (Batarro).
- Perturbaciones. Antología del relato fantástico español actual (Salto de Página).
- Por favor, sea breve 2  (Páginas de Espuma).
- Atmósferas (Asociación Cultural Mucho Cuento).
- Bloody Mary. Relatos de crimen (El Defensor de Granada).
- Siglo XXI. Los nuevos nombres del cuento español actual (Menoscuarto).
- Velas al viento. Lo microrrelatos de La nave de los locos (Cuadernos del Vigía).
- Aquelarre. Antología del cuento de terror español actual. Salto de Página, Madrid, 2010; edición de Antonio Rómar y Pablo Mazo Agüero). ISBN 978-84-15065-02-9.
- Cuento mutante (Luvina, México).
- El libro del voyeur (Pablo Gallo, ilustrador y editor, Ediciones del Viento).
- Perversiones. Breve catálogo de parafilias ilustradas (Traspiés).
- Cincuenta cuentos breves: una antología comentada (Cátedra).
- Más por menos. Antología de microrrelatos hispánicos actuales (Sial).
- Las mil caras del monstruo (Bracket Cultura).
- Cuentos para Granada (Cylea Ediciones).
- Antología del microrrelato español. 1906-2011  (Cátedra).
- Mar de pirañas. Nuevas voces del microrrelato español (Menoscuarto).
- Destellos en el cristal (Internacional Microcuentista).
- Desahuciados. Crónicas de la crisis (Traspiés/Paréntesis).
- La distancia exacta. Cuentos sobre el viaje. Prólogo: Clara Obligado. Baza: Fin de Viaje Ediciones, 2013.
- Minicuentos eróticos españoles (Bonsai Stories, Κωνσταντίνος Παλαιολόγος επιιμ).
- Tráfico de cuentos (Dirección General de Tráfico).
- Viejos amigos. Audioantología solidaria (Pablo Gonz Ed., Chile).
- Habitación 201 (Ediciones Altazor, Perú).
- Cuentos para el vino (Cylea Ediciones).
- La familia del aire. Entrevistas con cuentistas españoles (Páginas de Espuma).
- Cuentos engranados (Transbooks).
- Lo demás es oscuridad (Asociación Cultural Destellos-Artefacto).
- Cuento español actual (1992-2012) (Cátedra).
- Alquimia de la sal (Amargord-Fundación Juan Ramón Jiménez).
- Entre el ojo y la letra. El microrrelato hispanoamericano actual (Academia Norteamericana de la Lengua Española).
- Después de Troya. Microrrelatos hispánicos de tradición clásica (Menoscuarto).
- IV Espiral poética por el mundo (Proyecto Espiral).
- Los Irregulares de Baker Street (Cazador de Ratas).
- Puente levadizo. 24 cuentistas de Panamá y España (Sagitario - Ministerio de Asuntos Exteriores y de Cooperación).
- Dolor tan fiero. Relatos para Teresa de Jesús V Centenario (Port-Royal).
- Alquimia del fuego (Amargord-Fundación Juan Ramón Jiménez).
- El pájaro azul. Homenaje a Rubén Darío (Artificios).
- Libro de las invocaciones. Antología de citas y espíritus (Reino de Cordelia).
- Diodati, la cuna del monstruo (Adeshoras).
- Granada imaginaria (Ideal-Cuadernos del Vigía).
- Contes à la gloire du vin (Cylea Ediciones).
- Amor con humor se paga (Artificios).
- En unos pocos corazones fraternos (Entorno Gráfico).
- Eros y Afrodita en la minificción (Ficticia).
- 21 campanadas (Punto y Seguido).
- Exilios y otros desarraigos (Letralia).
- Hokusai (Brevilla).
- El fabulador o Palafitos de sueños (Entorno Gráfico).
- Los pescadores de perlas. Los microrrelatos de Quimera (Editorial Montesinos).
- La banda sonora (Almuzara).
- Versos al amor de la lumbre. Granada 2020 (Lumbre).
- Papeles de la pandemia (Letralia).
- El vuelo de la arcilla (Hebras de tinta).
- PequeFicciones (Parafernalia).
- Mira, verás (Medicus Mundi Norte).
- En pequeño formato. Antología hispanoamericana de microficción (EOS Villa).
- Cuando la realidad se parece a la ficción (Ayuntamiento de Molina de Segura).
- Cuando despertó, Monterroso todavía estaba allí (EOS Villa).
- Minicuentos y fulgores (Eolas).
- Antologatos (Letras en Rojo).
- Breve manual para lectores microfictivos (EOS Villa).
- Castilla y León, territorio mítico (M.A.R. Editor).
- Mar Nuestro. Una singladura literaria (Rimpego).
- Mueve la voz Amor de mi gemido (Proyecto Encuentro Letras Celestes).
- Raíces. Ficciones de la memoria (Ediciones Idea).
- Literatura en práctica: Retos profesionales de lectura, traducción y edición en la era digital. Manual y Cuaderno de actividades (Malinc Ediciones, CSIC, Universidad de Ljubljana).
- Con la música por dentro. El soundtrack de la minificción (Universidad Autónoma de Puebla).
- De repente, ¡oh belleza!, canta el verderol (Proyecto Encuentro Letras Celestes).